# 1,1,1,3,3,3-Heksafluoropropan
1,1,1,3,3,3-Heksafluoropropan – organiczny związek chemiczny z grupy halogenoalkanów, pochodna propanu, w której obie grupy metylowe CH3 zostały całkowicie podstawione atomami fluoru. Stosowany jako gazowy środek gaśniczy do gaszenia pożarów grupy A (ciała stałe), B (ciecze łatwopalne) i C (gazy łatwopalne) oraz urządzeń pod napięciem do 110 kV. Należy do grupy chlorowcopochodnych węglowodorów – najskuteczniejszych obecnie środków gaśniczych (po wycofaniu z powszechnego użytku halonów ze względu na szkodliwe oddziaływanie na atmosferę – postanowienia Protokołu Montrealskiego). FE-36 gasi pożar utrudniając rozwój płomienia poprzez odbiór ciepła oraz przerwanie łańcucha reakcji rodnikowych podtrzymujących spalanie. Zaliczany do grupy czystych środków gaśniczych – po wyzwoleniu odparowuje z gaszonych powierzchni, nie pozostawiając osadów (chwilowy efekt zamglenia wskutek skroplenia pary wodnej). Urządzenia gaśnicze z FE-36 mogą skutecznie zabezpieczać m.in. serwerownie, centra telekomunikacyjne, akumulatorownie, zbiory muzealne i archiwalne.
Nazwy handlowe: FE-36 (produkt firmy DuPont), HFC 236fa, R 236fa, Refrigerant 236fa,AG-G-68263. Inne nazwy: heksafluoropropan, bis(trifluorometylo)metan, 2,2-dihydroperfluoropropan

## Właściwości
- Wzór sumaryczny: C3H2F6 (CF3CH2CF3);
- Masa molowa: 152,04 g/mol;
- Temp. wrzenia: −1,0 °C[1];
- Temp. krzepnięcia: −93,6 °C[1];
- Temperatura krytyczna: 412,44 K (139,29 °C)[3];
- Gęstość w warunkach pokojowych (25 °C, 1013,25 hPa) 6,430 kg/m³[2];
- Ciśnienie krytyczne: 3200 kPa[2][3];
- Stężenie gaszące w palniku: 6,3% obj.;
- Właściwości fizyczne: gaz bezbarwny, bezwonny, w temperaturze pokojowej magazynowany w stanie ciekłym, wyzwalany jako gaz, niskociśnieniowy, odparowuje po użyciu, nie przewodzi prądu (nie zagraża urządzeniom elektronicznym[6]), nie koroduje.

## Bezpieczeństwo
- ODP (potencjał niszczenia ozonu) – 0;
- GWP (wpływ na ocieplenie klimatu) – 6300 jednostek na 100 lat według raportu UNFCCC lub 9810 j. na 100 lat według raportu IPCC (w porównaniu CO2 = 1);
- NOAEL (najwyższe stężenie, przy którym nie jest obserwowane szkodliwe oddziaływanie na człowieka) – 10%[7];
- LOAEL (najniższe stężenie, przy którym stwierdzono niekorzystne oddziaływanie na człowieka) – 15%;
- Kontakt z formą ciekłą gazu grozi odmrożeniami – należy przepłukać obszar skażenia letnią wodą;
- NFPA 704: zdrowie=1, ogień=0, reaktywność=0[8];
- Profil toksykologiczny – bez szkodliwych efektów przy stężeniu 5000 ppm (5%).